# 1. zračna komandoška skupina
1. zračna komandoška skupina (angleško 1st Air Commando Group) je bil letalski polk vojnega letalstva Kopenske vojske ZDA, ki je bila ustanovljena z namenom izvajanja letalske podpore britanski 14. armade med burmansko kampanjo druge svetovne vojne.

## Letala
- P-47 Thunderbolt, 1944–1945
- P-51 Mustang, 1945
- Douglas C-47 Skytrain, 1944–1945
- B-25H Mitchell

## Helikopterji
Polk je maja 1944 kot prva ameriška enota v boju preizkusila helikopterje in sicer šest Sikorsky R-4.